# Vernioz
Vernioz é uma comuna francesa na região administrativa de Auvérnia-Ródano-Alpes, no departamento de Isère. Estende-se por uma área de 11,32 km². Em 2010 a comuna tinha 1 371 habitantes (densidade: 121,1 hab./km²).